# Nada es para siempre (canción de Jorge González)
«Nada es para siempre» es una canción de Jorge González lanzada como sencillo de su disco Trenes. La canción fue estrenada en vivo en la vuelta a los escenarios de González luego de sufrir un ACV en febrero de 2015, en el concierto Nada es para siempre realizado el 27 de noviembre del mismo año. González también la tocó en su show privado del Bar Liguria en 2016, y por última vez en la Cumbre del Rock Chileno, en 2017.

## Canción
Incorporando varias veces la armónica, González mantiene en esta canción el estilo romántico de sus últimas producciones:

No tengo ya como explicarte nada,

si es evidente que no escuchas mi voz.
Ponte las botas, coge la mochila,
baja la escalera y dime adiós.

Nada es para siempre.
Jorge González, «Nada es para siempre»

## Vídeo
Al igual que el videoclip de «Trenes, trenes, trenes», fue dirigido por Robert Díaz y el comediante Pedro Ruminot. Comienza enfocando una casa en un árbol (haciendo un guiño a «Mi casa en el árbol»); luego muestra a un niño yendo a la escuela, donde ve a un joven tocando la guitarra. Tras enfocar varios instrumentos musicales y la Estación Central, se ve al niño caminando por la vía férrea, y disfrazado de gato junto a una fogata (escena replicada de «Carita de gato»). El video finaliza con Jorge González sentado en un banco, y la primera frase de lo que iba a ser el sencillo siguiente, «Trenes, trenes, trenes».
Varios fanes comentaron en YouTube y otras redes sociales que esta canción, su video y el sencillo siguiente tenían relación con el ACV que sufrió González poco después del lanzamiento de «Nada es para siempre».
- Datos: Q25412334